# Thanh cúc
Thanh cúc hay còn gọi thỷ xa cúc, xa cúc lam, cúc ngô (danh pháp khoa học: Centaurea cyanus) là một loài thực vật có hoa trong họ Cúc. Loài này được L. mô tả khoa học đầu tiên năm 1753..
Hoa được xem là Biểu tượng quốc gia của Estonia. Thanh cúc cũng từng là quốc hoa của nước Đức.
Thanh cúc có hàm lượng đường cao trong mật hoa của nó (34%) và giá trị đường cao của nó (lên đến 0,20 mg đường / ngày trên mỗi bông hoa). Trong y học dân gian, mặc dù hoa không có năng lượng chữa bệnh trực tiếp có thể được chứng minh, chúng thường được sử dụng chống viêm, sưng đỏ và nhức đầu, mụn trứng cá, sốt, ho và vết cắn của côn trùng.
Hoa thường mọc hoang bên cạnh các cánh đồng ngô tại châu Âu nên còn được gọi là cúc ngô, cornflower, từ thời Trung Cổ. Hoa thường được thấy trên những cánh đồng cùng với hoa cúc La Mã và hoa anh túc đỏ.

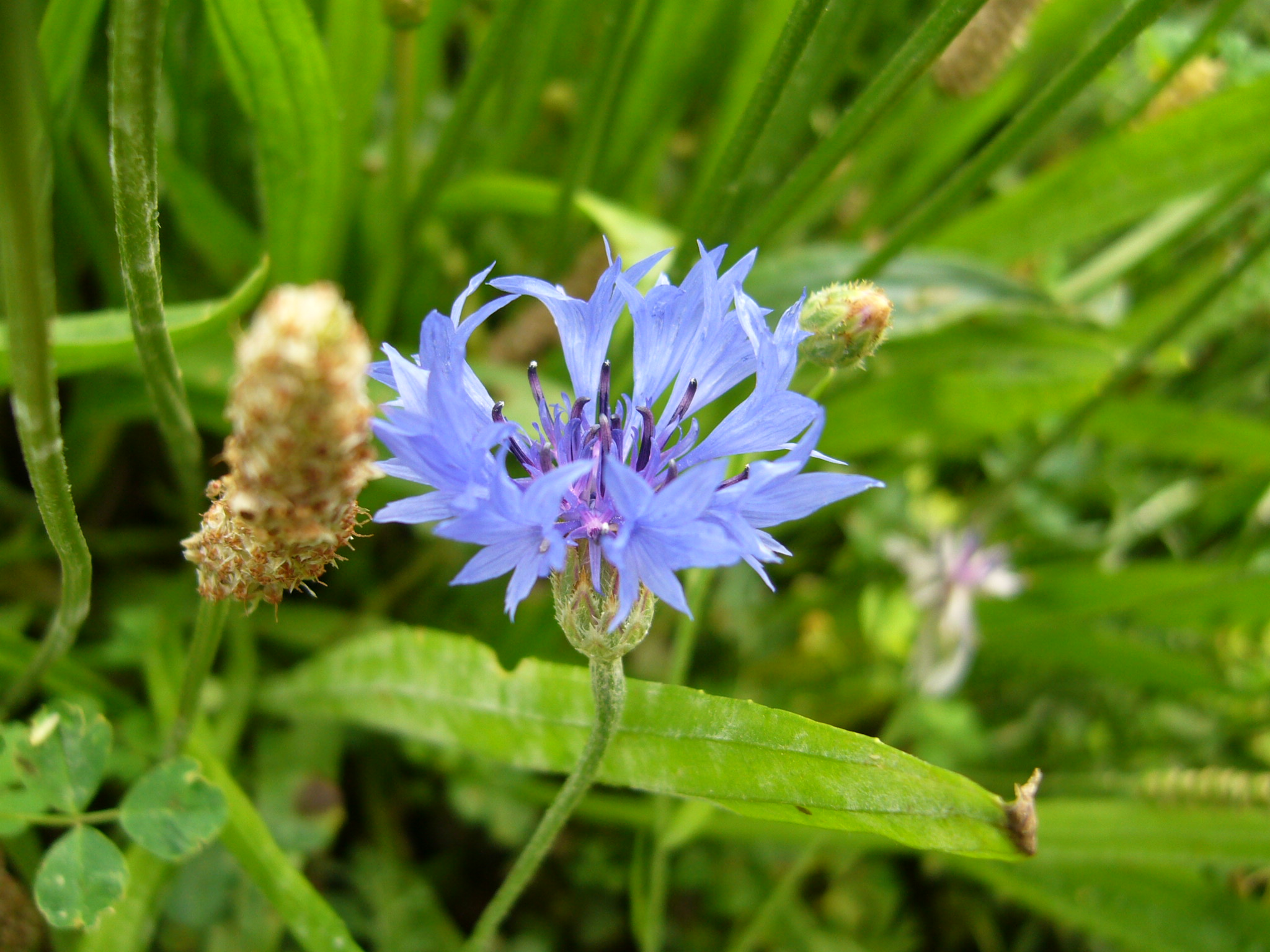
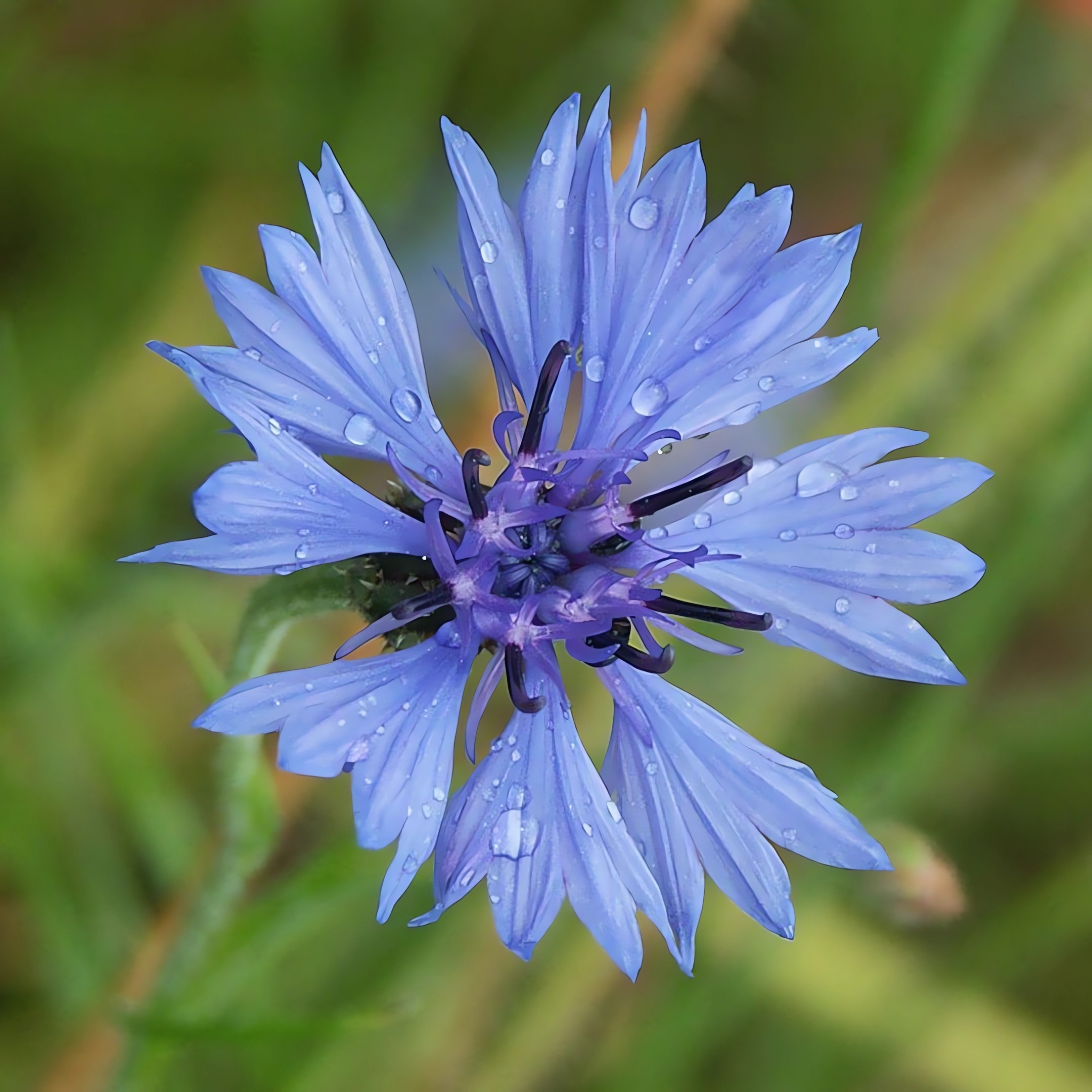
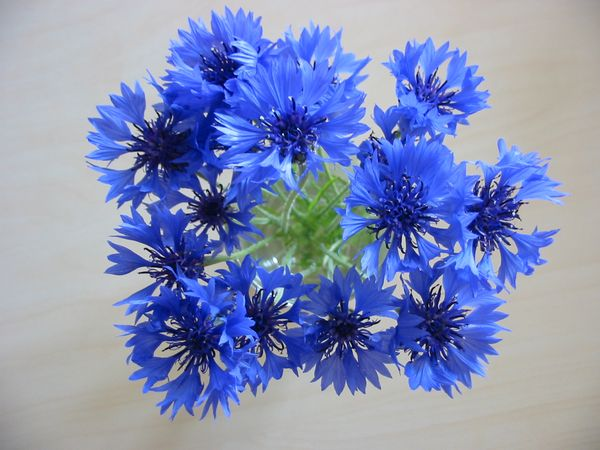
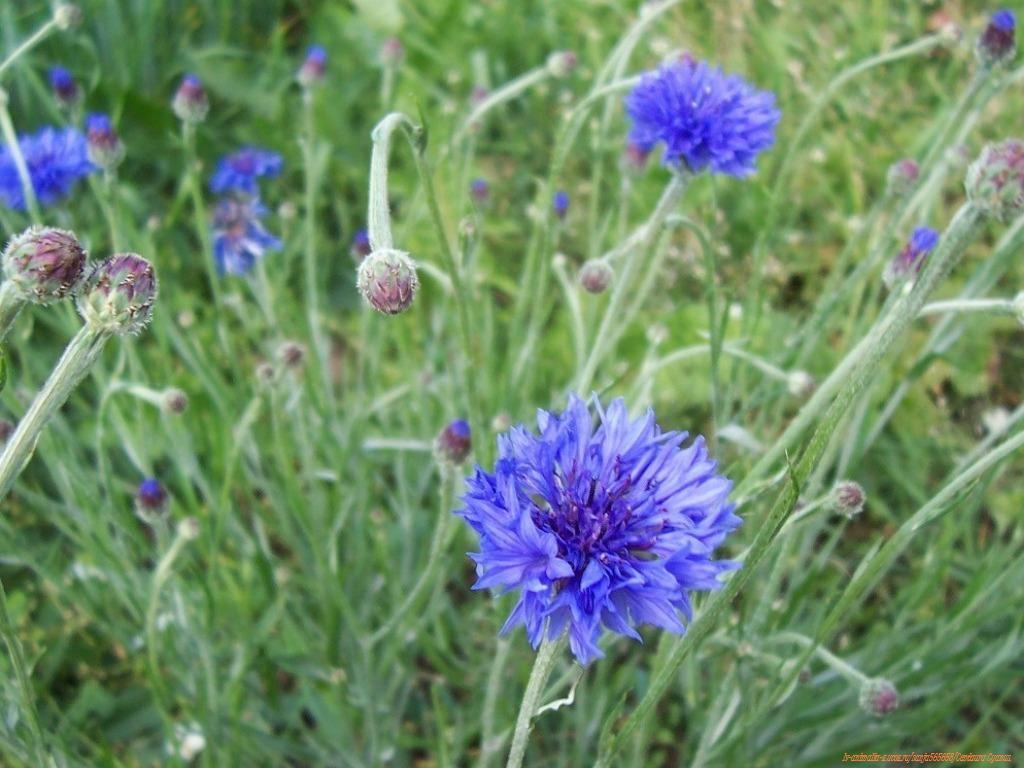
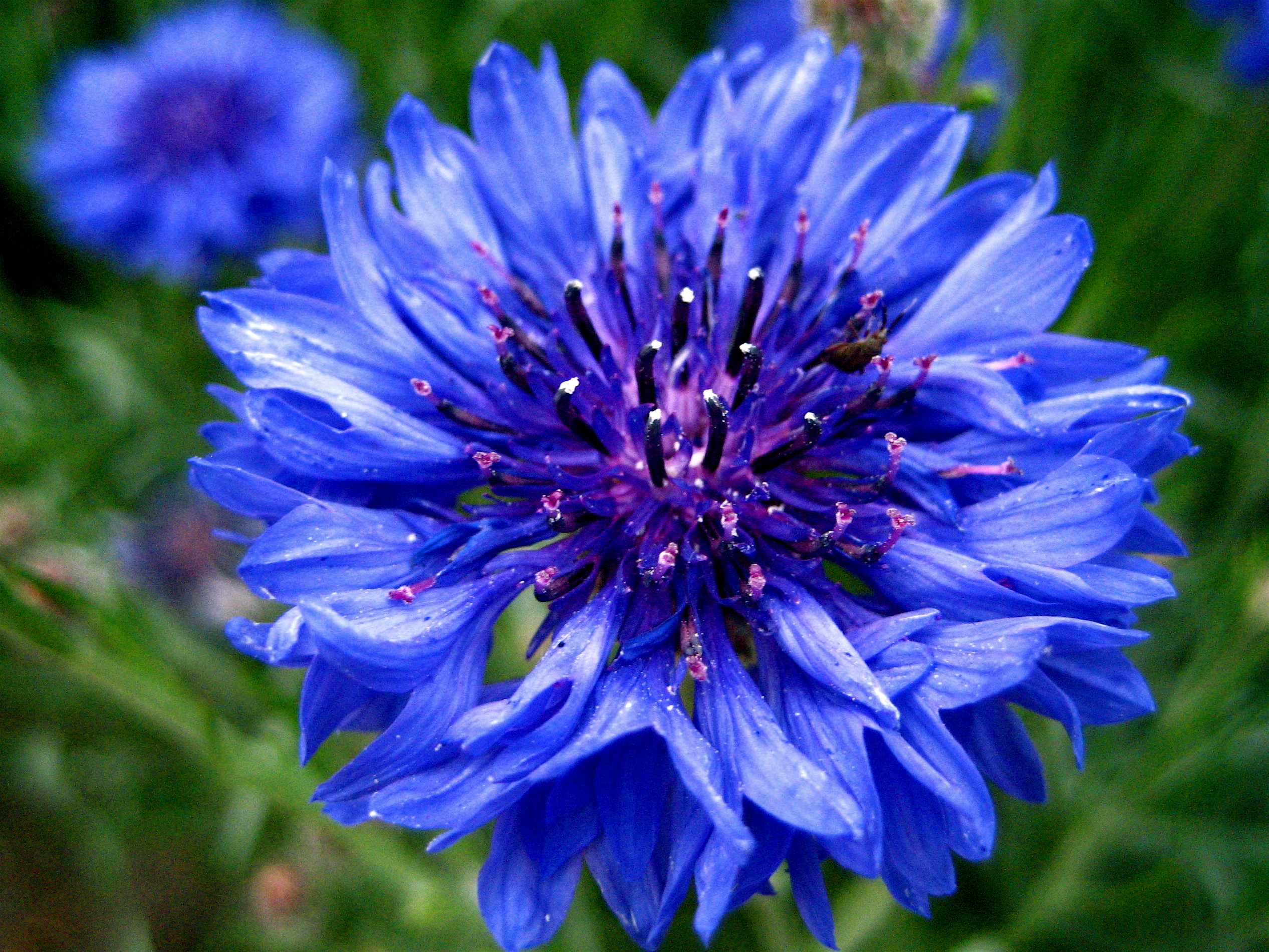
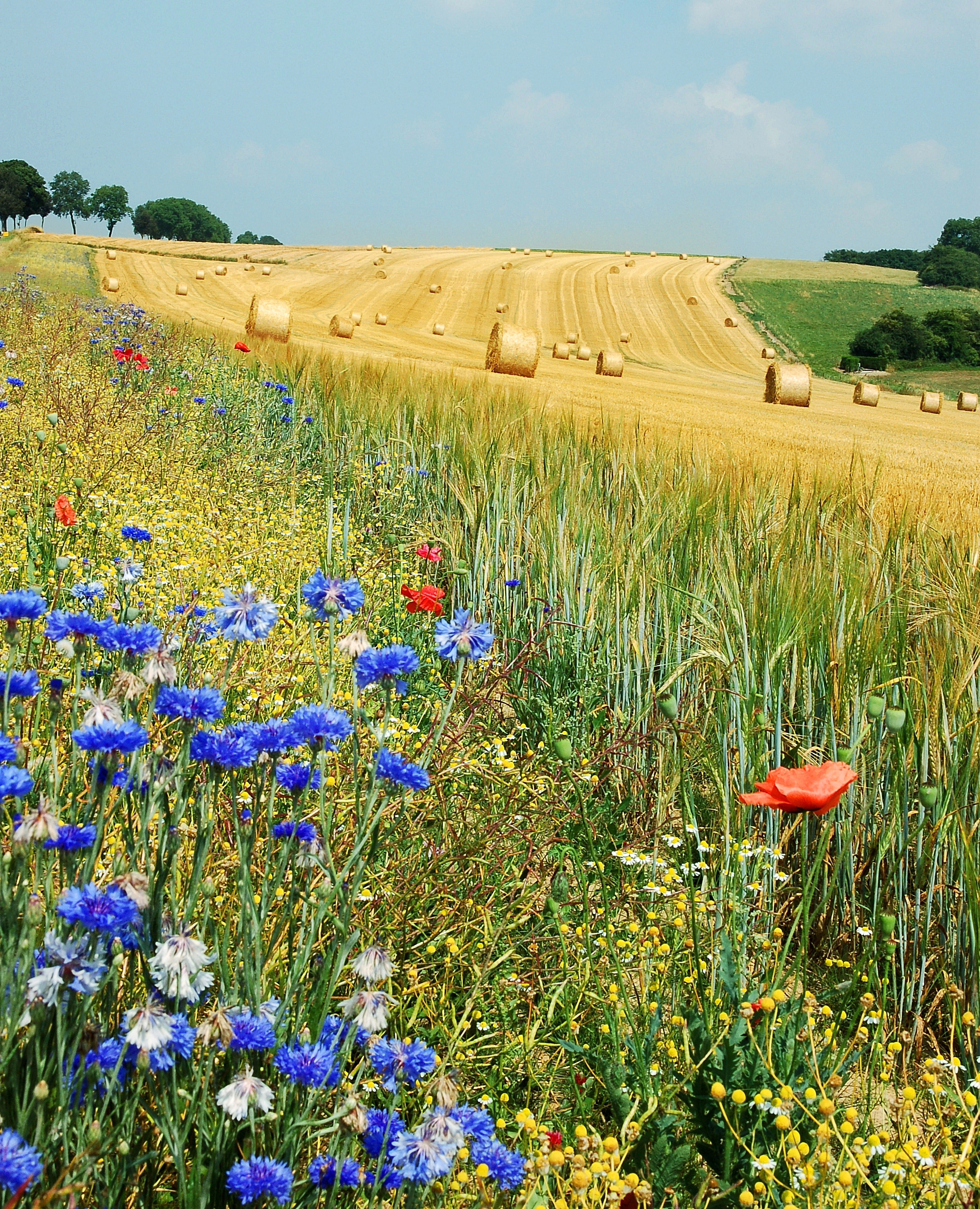
Hoa dại bên cánh đồng mùa hè, sau mùa gặt tại Hamois, Bỉ, với hoa anh túc đỏ.